# Sergio García de Alba
Sergio Alejandro García de Alba Zepeda (Guadalajara, Jalisco; 7 de octubre de 1955) es un contador público y político mexicano, que fue secretario de Economía entre 2005 y 2006.
Es licenciado en Contaduría Pública egresado del Instituto Tecnológico y de Estudios Superiores de Occidente (ITESO) y tiene una maestría en Alta Dirección de Empresas en el IPADE. Fue catedrático del ITESO de 1980 a 1984.
Es un empresario del ramo restaurantero, ha ocupado diversos cargos en el sector patronal de Jalisco y a nivel nacional ha sido Vicepresidente de la Confederación de Cámaras Industriales (CONCAMIN) y fue Vicepresidente Regional de AXTEL.
Fue secretario de Promoción Económica de Jalisco de 1995 a 2001 durante la gubernatura de Alberto Cárdenas Jiménez y de 2003 a 2005 fue subsecretario de la Pequeña y Mediana Empresa de la Secretaría de Economía (SE), desempeñaba este cargo cuando el presidente Vicente Fox lo nombró como titular de la SE en 2005.
Estuvo como director del Centro para la Innovación, competitividad y desarrollo empresarial del Tecnológico de Monterrey (enero de 2007 a agosto de 2009).
Actualmente se dedica a actividades empresariales.